# La sociedad desescolarizada
La Sociedad Desescolarizada (1971) es un discurso crítico sobre la educación en las economías modernas. Es un libro que atrajo la atención pública sobre Ivan Illich. El libro está lleno de programas muy detallados que prevén de la inefectiva naturaleza de la educación institucionalizada.
Illich postuló la educación autodirigida, apoyada por relaciones sociales intencionales en el marco de fluidos arreglos informales:

La educación universal por medio de la escolarización no es factible. No sería más factible si se le intentara mediante instituciones alternativas construidas según el estilo de las escuelas actuales. Ni unas nuevas actitudes de los maestros hacia sus alumnos, ni la proliferación de nuevas herramientas y métodos físicos o mentales (en el aula o en el dormitorio) ni, finalmente, el intento por ampliar la responsabilidad del pedagogo hasta que englobe las vidas completas de sus alumnos, dará por resultado la educación universal. La búsqueda actual de nuevos embudos institucionales debe revertirse hacia la búsqueda de su antípoda institucional: tramas educacionales que aumenten para que cada cual transforme cada momento de su vida en un momento de aprendizaje, de compartir, de interesarse. Confiamos en estar aportando conceptos necesarios para aquellos que realizan tales investigaciones a grandes rasgos sobre la educación  -y asimismo para aquellos que buscan alternativas para otras industrias de servicio establecidas.

La última oración deja claro lo que sugiere el título- Que la institucionalización de la educación implica la institucionalización de la sociedad. Inverso a esto, aquellas ideas para desinstitucionalizar la educación pueden ser un punto de partida hacia una sociedad desinstitucionalizada.
El libro es más que una crítica —contiene sugerencias y cambios para aprender en sociedad y de manera personal. Particularmente llamativo en su propuesta (en 1971) por el uso de la tecnología en el apoyo en "redes de aprendizaje".

La operación de encontrar un compañero sería muy sencilla. El usuario podría identificarse por su nombre y dirección y describir las actividades en la que esta interesado. Un computador le enviará de vuelta los nombres y direcciones de todas aquellas personas que hayan insertado en esa misma descripción. Es increíble la simple utilidad jamás usada a tan amplia escala por la actividad pública valorada?

Illich argumenta que el uso de la tecnología para crear redes descentralizadas podría apoyar la meta de crear un buen sistema educacional:

Un buen sistema educacional debería tener tres propósitos: debe proveer a todos aquellos que quieran aprender con acceso a recursos disponibles en cualquier momento de sus vidas; empoderar a todo aquel que quiera compartir lo que sabe por hallar a quienes quieren aprenderlo de ellos. Finalmente proveer a quienes quieran presentar un asunto público con la oportunidad de hacer su reto conocido.

Desarrollando esta idea Illich propone cuatro ""Redes de aprendizaje"":
1. Servicios de Referencia Respecto a Objetos Educativos.- un directorio abierto de recursos educacionales y la disponibilidad para los interesados en aprender.
2. Lonjas de Habilidades- una base de datos de personas que esperan en listar sus habilidades y las bases en donde se preparan para compartir con otros.
3. Servicio de Búsqueda de Compañero- una red que ayuda a las personas a comunicar sus actividades de aprendizaje y objetivos con el fin de encontrar aprendices similares que deseen colaborar.
4. Directorio de Educadores Profesionales' - una lista de profesionales, asistentes de educadores, y donde se muestren detalladamente sus cualidades , los servicios que ofrecen y los términos los que están disponibles.

Lawrence Cremin afirma que Illich no llegó a pensar cómo funcionarían estas redes educacionales en el mundo real:

A Illich le hubiera gustado reemplazar la escuela por lo que él llama redes educativas, pero erróneamente no considera el inevitable impacto del mercado y los medios en estas redes.